# Dmitri Alexandrowitsch Grawe

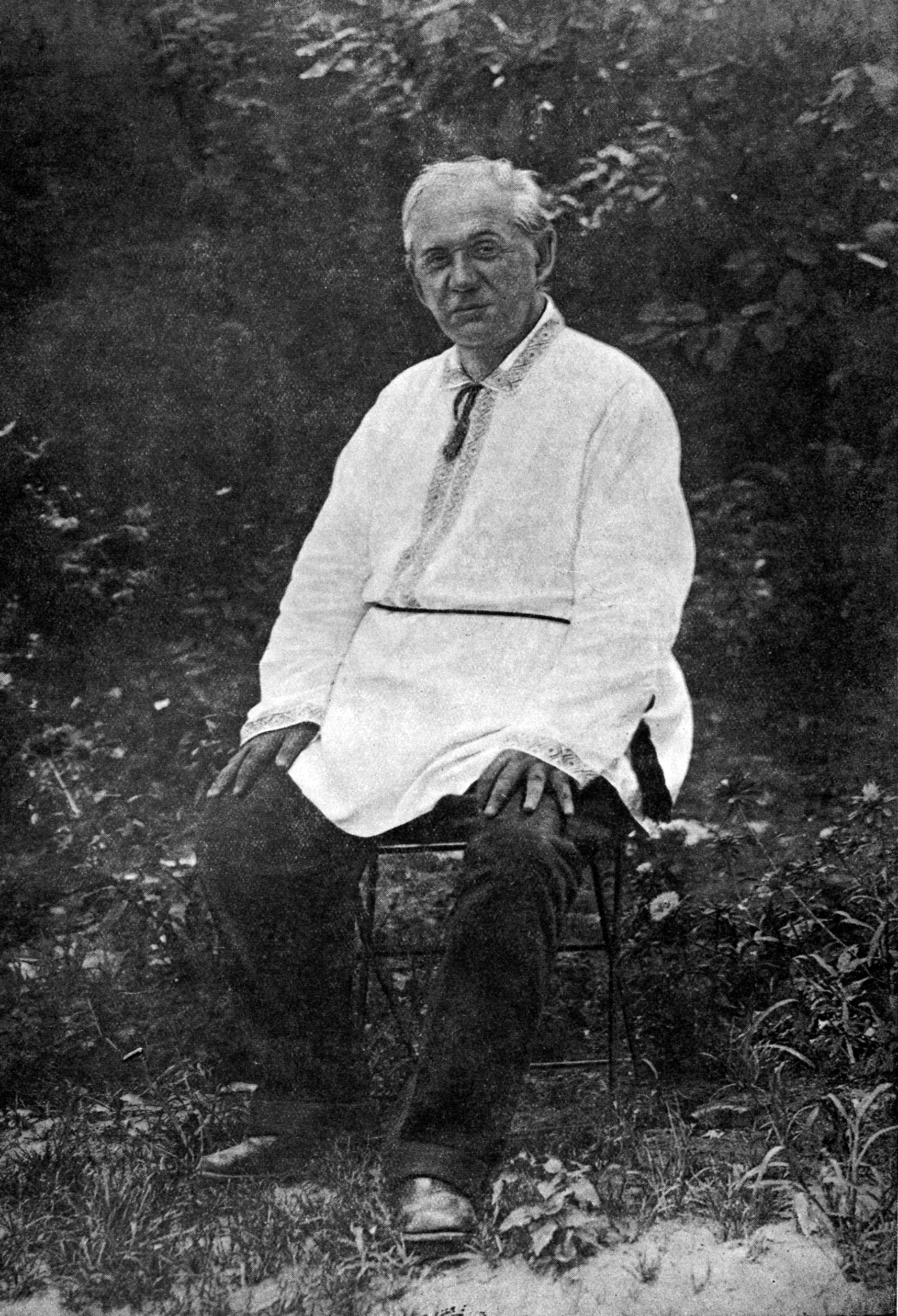
Dmitri Grawe im Jahr 1936

Dmitri Alexandrowitsch Grawe (russisch Дмитрий Александрович Граве, englische Transliteration Dmitry Aleksandrovich Grave; * 25. Augustjul. / 6. September 1863greg. in Kirillow bei Wologda; † 19. Dezember 1939 in Kiew) war ein russischer und ukrainischer Mathematiker, der sich u. a. mit Algebra beschäftigte.

## Leben und Forschung
Grawe studierte von 1881 bis 1885 an der Universität St. Petersburg u. a. bei Pafnuti Lwowitsch Tschebyschow und Andrei Markow. 1889 wurde er dort bei Alexander Korkin promoviert (Kandidat), mit einer Arbeit über das Dreikörperproblem in Anschluss an Carl Gustav Jacobi, und wurde 1897 mit einer Arbeit über Kartenprojektionen habilitiert. Ab 1889 lehrte er an der Universität und danach auch gleichzeitig an der Technischen Hochschule von St. Petersburg und war ab 1897 Professor in Charkiw. Von 1899 bis 1939 war er Professor  an der Universität Kiew und ab 1934 zusätzlich Direktor des gerade neu gegründeten mathematischen Instituts der ukrainischen Akademie der Wissenschaften.
Grawe gilt als Begründer der ersten Schule der russischen Algebra. Zu seinen Schülern zählen Michail Krawtschuk, Boris Delone, Nikolai Tschebotarjow, Otto Juljewitsch Schmidt, Naum Achiezer und Alexander Markowitsch Ostrowski. Er beschäftigte sich z. B. mit Galoistheorie und fand neue Sorten von durch Radikale auflösbaren Gleichungen fünften Grades (die allgemein nicht durch Radikale auflösbar sind, wie schon Niels Henrik Abel bewies). Daneben beschäftigte er sich auch mit Zahlentheorie und verschiedensten Gebieten der angewandten Mathematik bzw. theoretischen Physik. Insbesondere ab den 1920er Jahren war eine Beschäftigung mit mehr angewandter Mathematik politisch erwünscht, so dass die Arbeit von Grawes Schule zur Algebra zum Erliegen kam.
Er schrieb u. a. Bücher über die Theorie endlicher Gruppen (1910) und algebraische Analysis (1932).
Grawe war seit 1919 Mitglied der Ukrainischen Akademie der Wissenschaften, seit 1924 korrespondierendes und seit 1929 Ehrenmitglied der Russischen Akademie der Wissenschaften. Er war Träger des Ordens des Roten Banners der Arbeit.
Der Mondkrater Grave ist nach ihm und Iwan Platonowitsch Grawe (1874–1960) benannt.